# Дом кошки, играющей в мяч
«Дом ко́шки, игра́ющей в мяч» (фр. La Maison du chat-qui-pelote) — роман Оноре де Бальзака, опубликованный в 1829 году и являющийся частью «Сцен частной жизни» из цикла «Человеческая комедия».
Изначально называвшийся «Слава и горе», этот короткий роман, написанный в 1829 году, впервые был напечатан в 1830 в журнале «Маме-Делоне» и переиздавался ещё 4 раза. Окончательная редакция, изданная Фурнье в 1842 году, имела название «Дом кошки, играющей в мяч» и включила изменения на неопределённый срок.

## Сюжет
Художник Теодор де Сомервье влюбляется в Августину Гийом, дочь консервативного торговца тканями, чей дом находится на улице Сен-Дени в Париже и известен как «Дом с кошкой, играющей в мяч». Теодор, подражатель Голландской школы, известный своим мастерством светотени и композиции, пишет восхитительную картину, изображающую интерьер дома купца Гийома, которую выставляют в салоне рядом с портретом прекрасной Августины. Теодор знакомится с Августиной с помощью её кузины мадам Роген. Влюблённые обручаются, несмотря на первоначальное желание родителей Августины выдать её замуж за Жозефа Леба, помощника господина Гийома. В 1808 году Августина и Теодор женятся в местной церкви Сен-Ле, в один день с её старшей сестрой Виржинией, которую берёт в жены Жозеф Леба.
Брак оказывается несчастливым. Августина обожает Сомервье, но она не в состоянии оценить его как художника. Хотя она более развита по сравнению со своими родителями, всё-таки её образование и происхождение не позволяют ей быть на одном уровне с мужем и делают невозможным духовное сближение между супругами. Теодор охладевает к Августине, а его друзья-художники смотрят на неё с презрением. Теодор находит родственную душу в лице герцогини де Карильяно, он дарит ей портрет Августины и полностью посвящает себя её обществу, пренебрегая своим домом в Рю де Труа-Фрере (ныне часть улицы Тетбу).
Понимая, после трёх лет несчастья, что её брак разваливается и узнав из сплетен о привязанности Теодора к герцогине, Августина посещает г-жу де Карильяно, но не для того, чтобы просить её вернуть сердце мужа, а для того, чтобы научиться искусству, благодаря которому Теодор был обольщен. Герцогиня предостерегает её от попыток завладеть сердцем супруга через любовь, которая лишь позволит мужу тиранить жену, вместо этого женщина должна использовать все искусство кокетства, которым наделяет её природа. Августина в шоке, узнав, что г-жа де Карильяно видит брак как форму ведения войны. Герцогиня возвращает Августине её собственный портрет, сказав ей, что если она не может победить своего мужа этим оружием, то она не женщина.
Августина не понимает, как использовать такое оружие против своего мужа. Она вешает портрет в своей спальне и одевается так, как она изображена на нём, полагая, что Теодор увидит её снова, как молодую девушку, которую он полюбил, увидев в окне дома с Кошкой, играющей в мяч. Но когда художник видит портрет, висящим в своей спальне, и спрашивает, как он сюда попал, она наивно открывает, что тот был возвращён ей герцогиней де Карильяно. «Вы требовали его у неё?» спросил он. «Я даже не знала, что он находится у неё», ответила Августина. Теодор понимает, что его жена не в состоянии увидеть картину, как он её видит — непревзойдённым произведением искусства. Вместо того, чтобы снова влюбиться в свою жену, он затрагивает вопрос о возвращении портрета, считая поступок герцогини оскорбительным. Его тщеславие задето и он уничтожает портрет, поклявшись отомстить герцогине.
К утру Августина смирилась со своей судьбой. Её брак без любви заканчивается через восемь лет, когда она умирает от разрыва сердца в возрасте двадцати семи лет.

## Экранизация
- Роман экранизирован и является одной из серий телесериала под общим названием «Век Мопассана. Повести и рассказы XIX столетия», поставленного на канале France 2 в 2009—2010 годах, режиссёр: Жан-Даниэль Верхог, в ролях: Мелани Бернье (Августина Гийом), Рафаэль Персонна (Теодор де Сомервье), Франсуаза Гийяр (Виржиния Гийом), Марк Боднар (Жозеф Леба), Ариэль Домбаль (герцогиня де Карильяно).

## В России
Несколько раз переводился:
- Слава и злополучие. Hep. В. Б. и Л. К.-- В кн.: Бальзак О. Сцены из частной жизни, изд. г. Бальзаком. Ч. 4. СПб., 1833, с. 1--186.
- Фирма Резвящейся кошки. Пер. А. Ю. Львович-Кострицы.-- В кн.: Бальзак О. Собр. соч. В 20-ти т. Т. 17. СПб., 1899, с. 3--52.
- Дом кошки, играющей в мяч. Пер. К. Г. Локса.-- В кн.: Бальзак О. Собр. соч. Под общ. ред. А. В. Луначарского и Е. Ф. Корша. T. 1. М.-Л., 1933, с. 67-115.
- Дом кошки играющей в мяч. Пер. К. Г. Локса. [Ред. Д. Гачев].-- В кн.: Бальзак О. де. Новеллы. М., 1935, с. 3--78.
- Дом кошки, играющей в мяч. Пер. К. Локса. [Под ред. О. Лозовецкого].-- В кн.: Бальзак О. де. Повести и рассказы в 2-х т. T. 1. М., 1959, с. 3-59.